# باميلا روبي
باميلا جيرون روبي (مواليد 1952) هي عالمة أحياء خلوية أمريكية. وهي باحثة رئيسة في قسم بيولوجيا الهيكل العظمي في المعهد الوطني لأبحاث طب الأسنان والوجه والحنجرة .

## التعليم
حصلت روبي على درجة البكالوريوس في علم الأحياء من جامعة سسكويهانا عام 1974. أكملت درجة الماجستير في الكيمياء الحيوية في عام 1977، ونالت درجة الدكتوراه في بيولوجيا الخلية عام 1979 من الجامعة الكاثوليكية الأمريكية. كانت أطروحتها لشهادة الماجستير بعنوان عزل وتنقية وتوصيف كولاجين جلد A / J وتأثيرات ديكساميثازون على استقلاب الكولاجين في الجلد،، أما أطروحتها للدكتوراه فكانت عن دراسات عن المكون الكولاجيني لغشاء قاعدي للورم. قامت بعمل دراسة ما بعد الدكتوراه في المعهد الوطني لالتهاب المفاصل والتمثيل الغذائي وأمراض الجهاز الهضمي حول دور الفسفرة المعيبة للأنزيمات التي تؤدي إلى مرض تخزين الليسوسومات، وزمالة الموظفين في المعهد الوطني للعيون ، حيث درست الأنسجة الضامة في الشبكية والعين الأمراض. 

## سيرتها المهنية
انضمت عام 1983 إلى المعهد الوطني لأبحاث طب الأسنان والوجه والحنجرة (NIDCR)، وأوجدت طرقًا لزراعة وتكثير الخلايا المكونة للعظام البشرية، من أجل دراسة تطور تكوين المكونات المعدنية فيها. في عام 1992 عُيّنت روبي رئيسة لقسم بيولوجيا الهيكل العظمي.
في الأعوام 2008-2013 عملت منسقةً مشاركة في مركز زراعة الخلايا النخاعية العظمية NIH (2008-2013) وتشغل حاليًا منصب المدير العلمي لمرفق توصيف الخلايا الجذعية فيه. وهي باحثة رئيسة في قسم بيولوجيا الهيكل العظمي في المعهد الوطني لأبحاث طب الأسنان والوجه والحنجرة (NIDCR).

### الاهتمامات البحثية
تركز روبي على أربعة مجالات رئيسية في بيولوجيا الخلية الهيكلية:
- تحديد الخصائص والخصائص البيولوجية للخلايا اللحمية لنخاع العظم بعد الولادة (BMSCs)، وهي مجموعة فرعية من الخلايا الجذعية الهيكلية المتعددة (SSCs) ، قادرة على إعادة الغضروف والعظام والخلايا التي تدعم تكوين الدم والخلايا الدهنية في النخاع.
- توضيح دور إعادة تشكيل المصفوفة الإنزيمية في الحفاظ على وظيفة SSC
- توصيف الدور الذي تلعبه BMSCs / SSCs في أمراض الهيكل العظمي
- تطوير تقنيات الغضروف وتجديد العظام لدى المرضى الذين يعانون من عيوب الهيكل العظمي. بالإضافة إلى استخدام BMSCs في هندسة الأنسجة.

تستكشف الدكتورة روبي ومجموعتها أيضًا إمكانات الخلايا الجذعية متعددة القدرات للتمييز في الغضروف والعظم كمصدر آخر للخلايا لتجديد الهيكل العظمي. 

## روابط خارجية
- منشورات باميلا روبي مفهرسة في غوغل سكولار
- تتضمن هذه المقالة مواد المجال العام من مواقع الويب أو وثائق المعاهد الوطنية للصحة